# Lincoln (hrabstwo Grafton)
Lincoln – jednostka osadnicza w Stanach Zjednoczonych, w stanie New Hampshire, w hrabstwie Grafton.